# Parcul Jingshan
Parcul Jingshan (în chineză simplificată: 景山公园; pinyin: Jǐngshān Gōngyuán) este un parc imperial, cu o suprafață de 23 ha, situat imediat la nord de Orașul Interzis în zona Orașului Imperial din Beijing, China. Punctul central este dealul artificial Jingshan, literalmente „Dealul Priveliștii”. Anterior grădină imperială privată atașată Orașului Interzis, a fost deschisă pentru public în anul 1928. Parcul a fost înființat oficial în 1949. Din punct de vedere administrativ face parte din districtul Xicheng în centrul orașului Beijing.

## Istoric

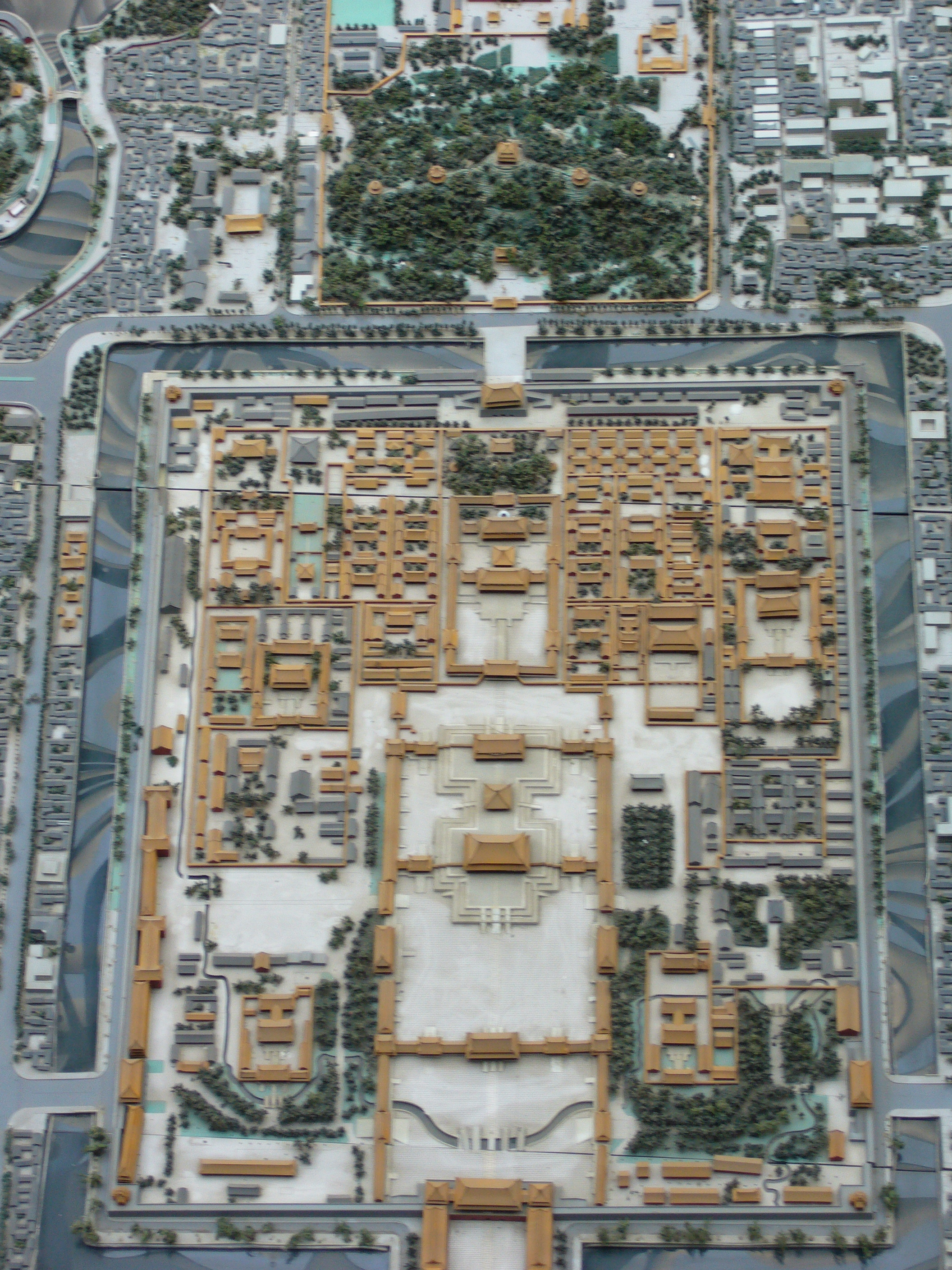
Machetă a Parcului Jingshan la nord de Orașul Interzis.

Istoria Jingshan datează încă din perioada dinastiilor Liao și Jin, cu aproape o mie de ani în urmă. Dealul artificial, înalt de 45,7 m, a fost construit în era Yongle a dinastiei Ming, în întregime din solul excavat în timpul construcției șanțurilor Palatului Imperial și canalelor din apropiere. Tot acest material a fost mutat prin muncă manuală și animală. Jingshan este format din cinci vârfuri individuale, iar pe fiecare vârf se află un pavilion elaborat. Aceste pavilioane erau folosite de oficiali pentru diverse adunări și pentru agrement. Aceste cinci vârfuri aproximează axa istorică a centrului Beijingului. 
Recomandările feng shui susțin că mormintele și reședințele trebuie amplasate la sud de un deal din apropiere, ceea ce servește la protecția față de energiile dăunătoare yin și vânturile reci din nord. Deoarece Jingshan avea acest scop, a fost numit și Dealul Feng Shui. Este, de asemenea, cunoscut de localnici ca Dealul Cărbunelui, nume izvorât dintr-un vechi zvon cum că împărații păstrau o rezervă ascunsă în parc.
Împăratul Chongzhen, ultimul conducător al dinastiei Ming, s-a sinucis spânzurându-se de un copac în Jingshan în anul 1644, după ce Beijingul a scăzut pe mâna forțelor rebele ale lui Li Zicheng.

## Legătură cu Orașul Interzis
Dealul Jingshan este separat de Orașul Interzis prin șanțul palatului. Cu toate acestea, până în 1928, parcul începea imediat după șanț și era accesibil pe partea de sud numai din Orașul Interzis prin Poarta Măreției Divine. În 1928, un drum nou a fost construit la nord de șanț, separând astfel complet Dealul Jingshan de Orașul Interzis. Poarta Măreției Divine a devenit ușa din spate a Muzeului Palatului, iar poarta Parcului Jingshan se află acum la nord de noul drum.
Adresele stradale ale Orașului Interzis și Parcului Jingshan sunt pe acest nou drum. Parcul Jingshan este acum un loc popular pentru socializare. Deseori pot fi văzuți oameni în vârstă care dansează, cântă operă și desfășoară alte activități culturale, precum kuaiban.

## Acces
Parcul are patru intrări, câte una în fiecare din direcțiile cardinale, dar numai trei sunt în prezent deschise pentru public. Intrarea de sud este situată de Orașul Interzis și este accesibilă prin liniile de autobuz 101, 103, 109, 124, 202, 211, 609 și 685. Intrarea de vest este la o scurtă distanță de poarta de est a Parcului Beihai și este accesibilă prin traseele de autobuz 5 și 609. Troleibuzele 111 și 124 opresc la intrarea de est. Intrarea de nord este în prezent închisă pentru public. 

## Galerie

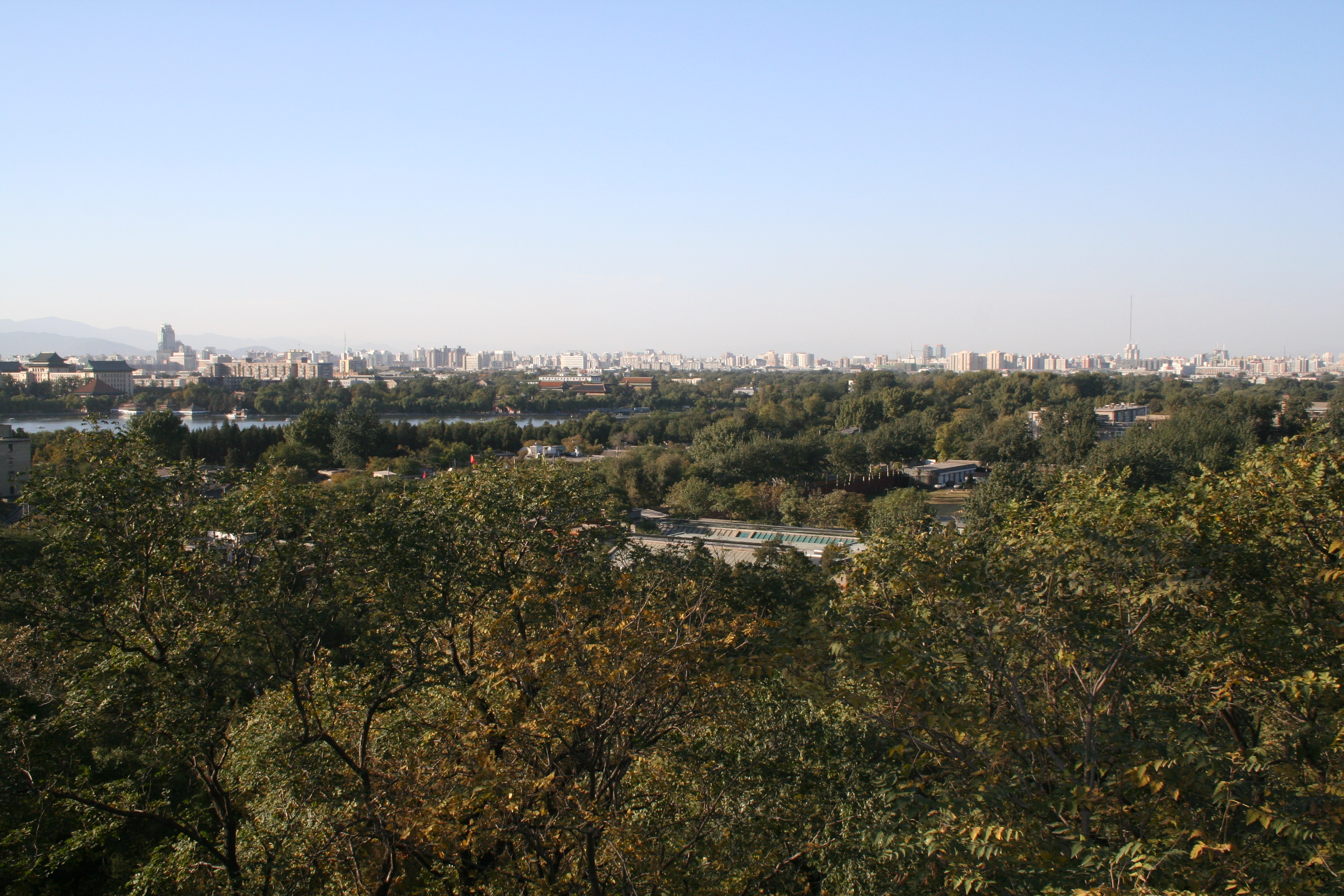
Vedere de pe vârfurile Jingshan
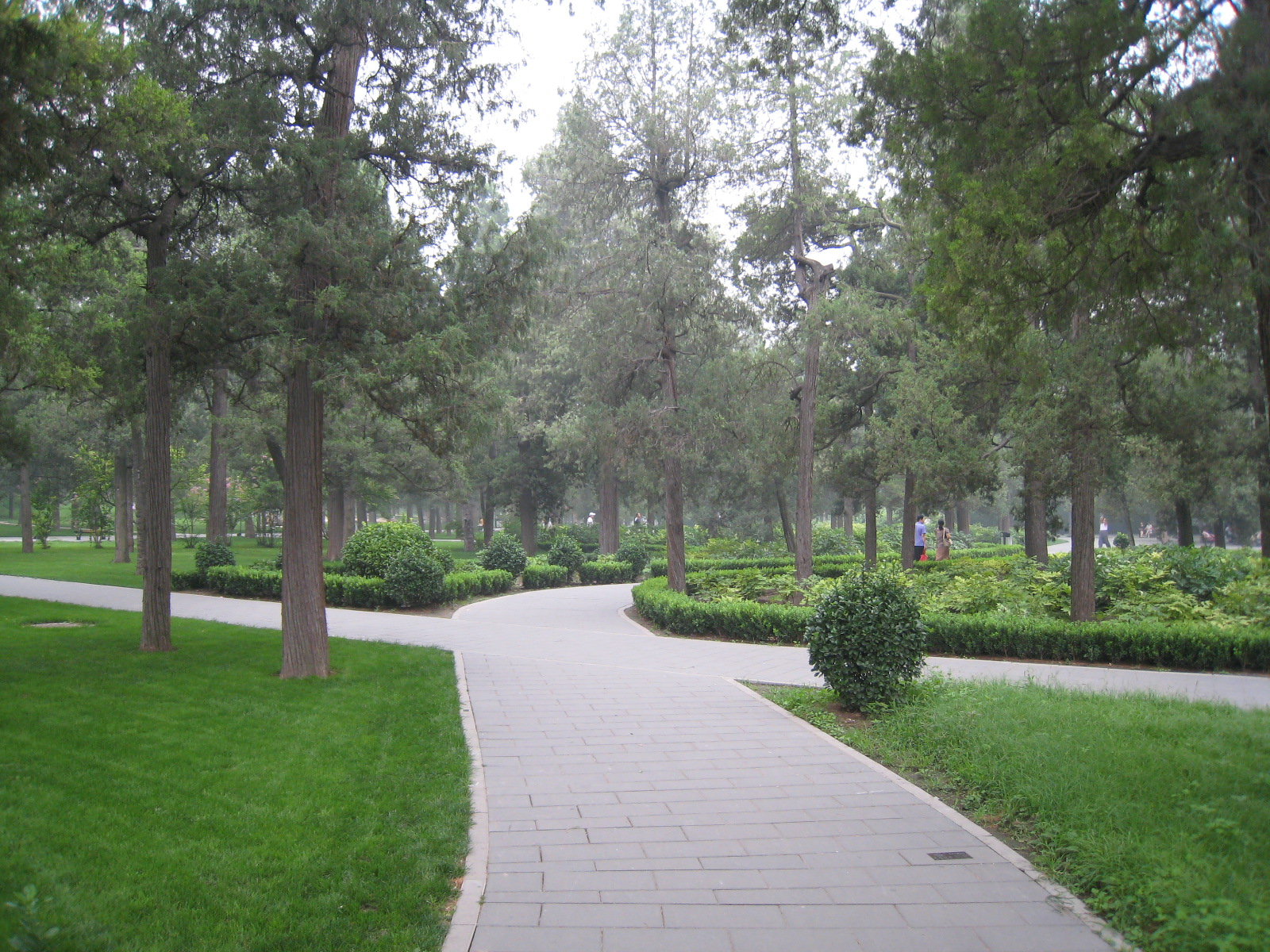
Alee prin parc
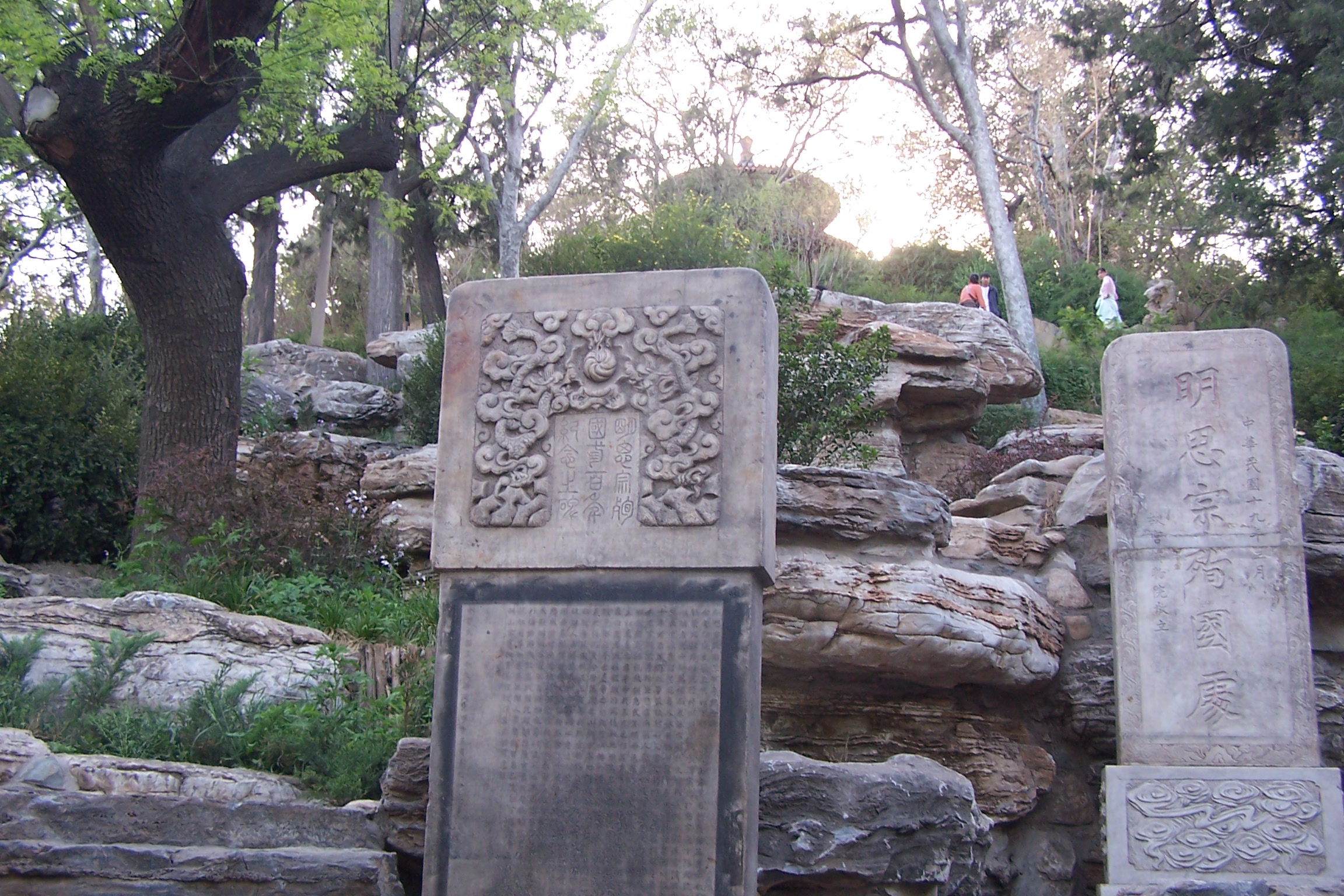
Table de piatră în Jingshan
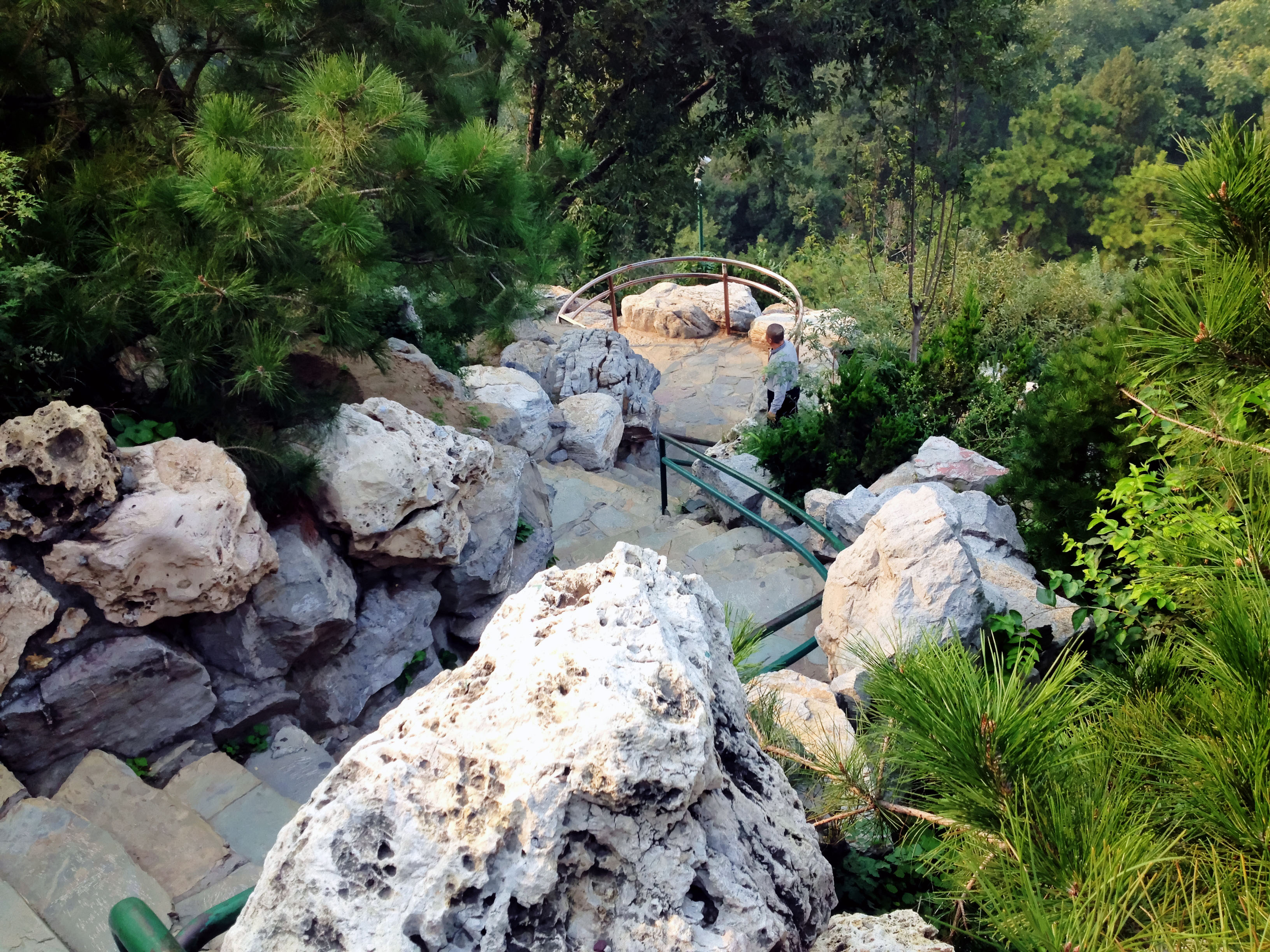
Treptele care conduc spre vârf
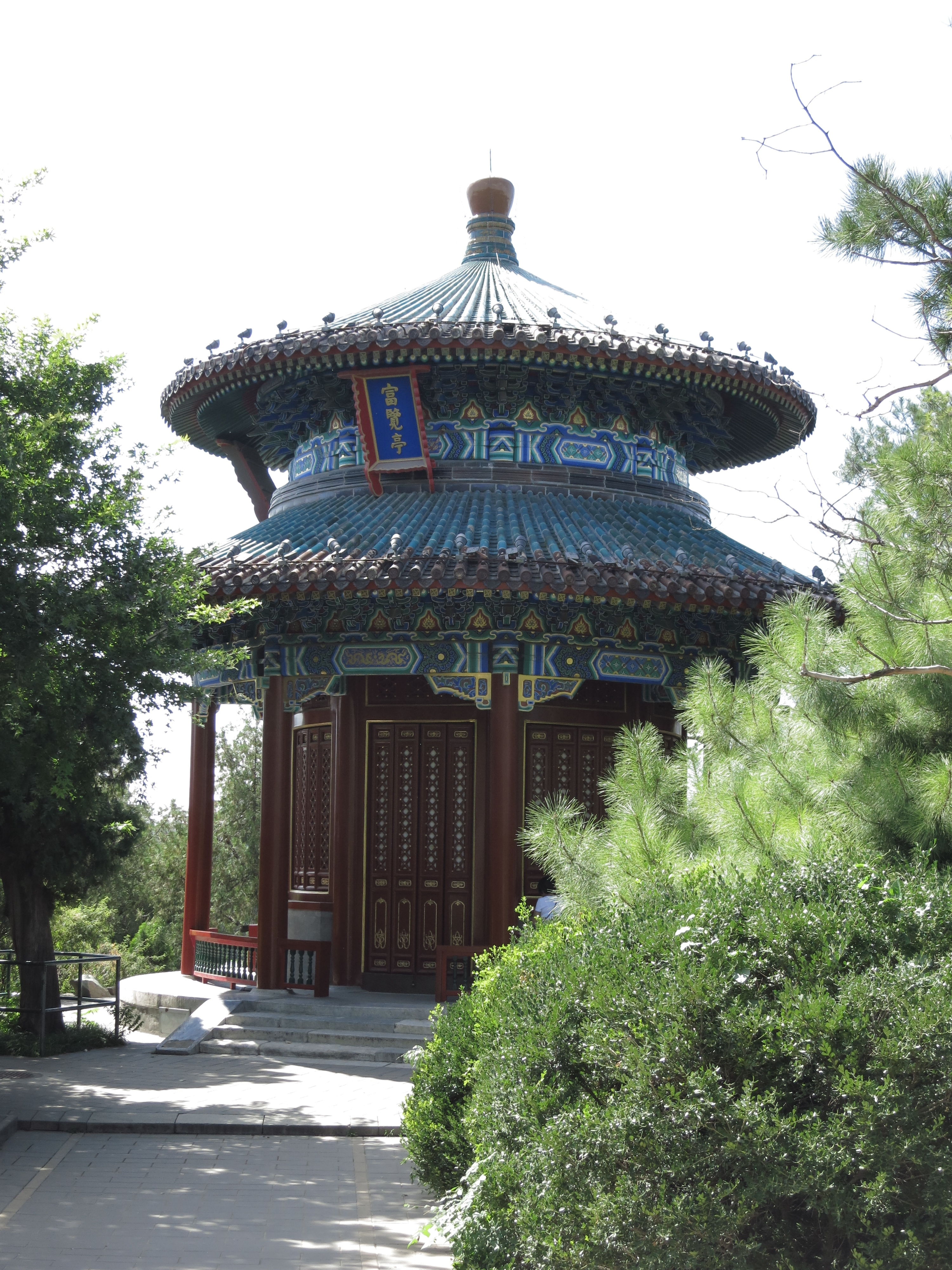
Pavilionul Fulan (富览亭)
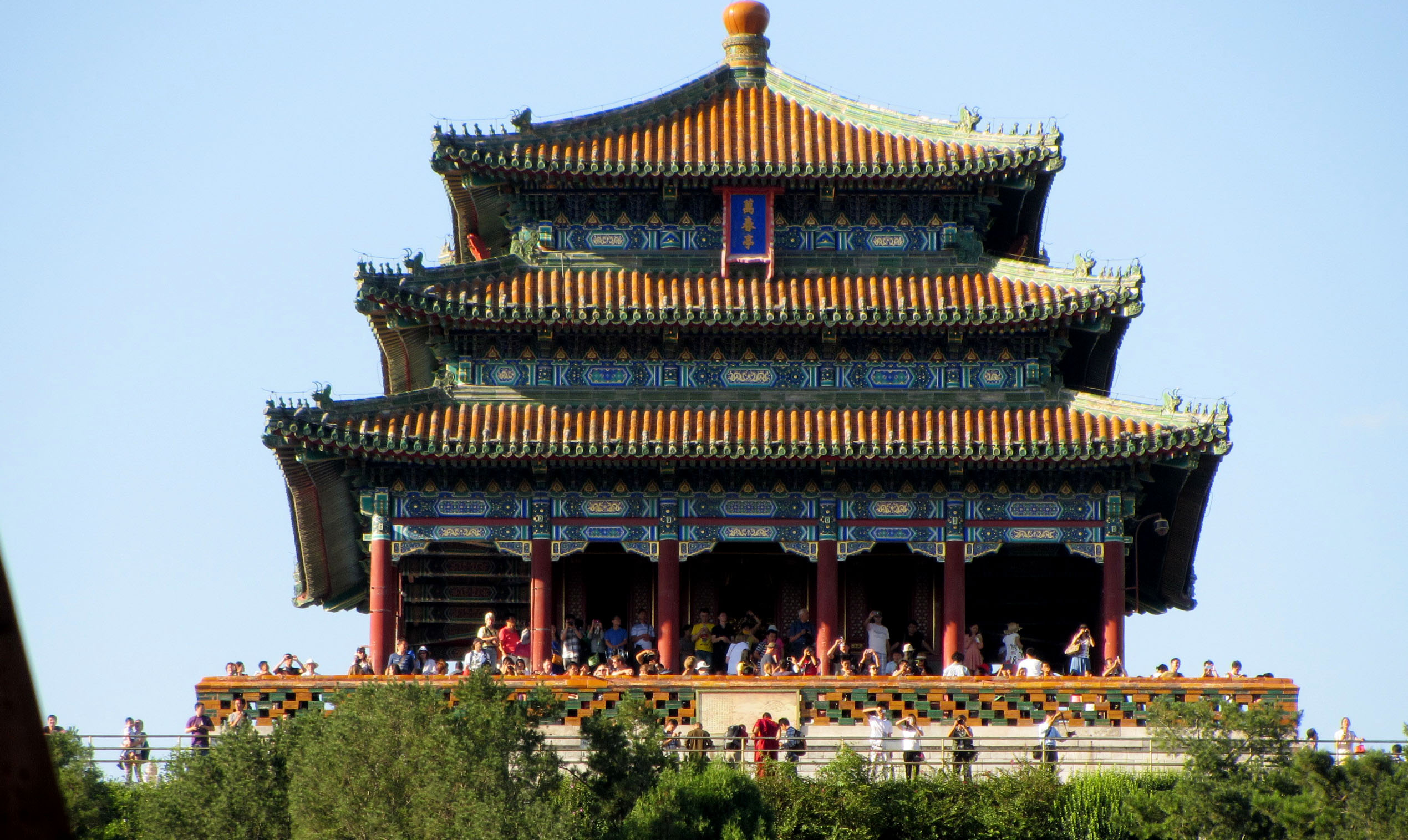
Pavilionul Wanchun (万春亭)
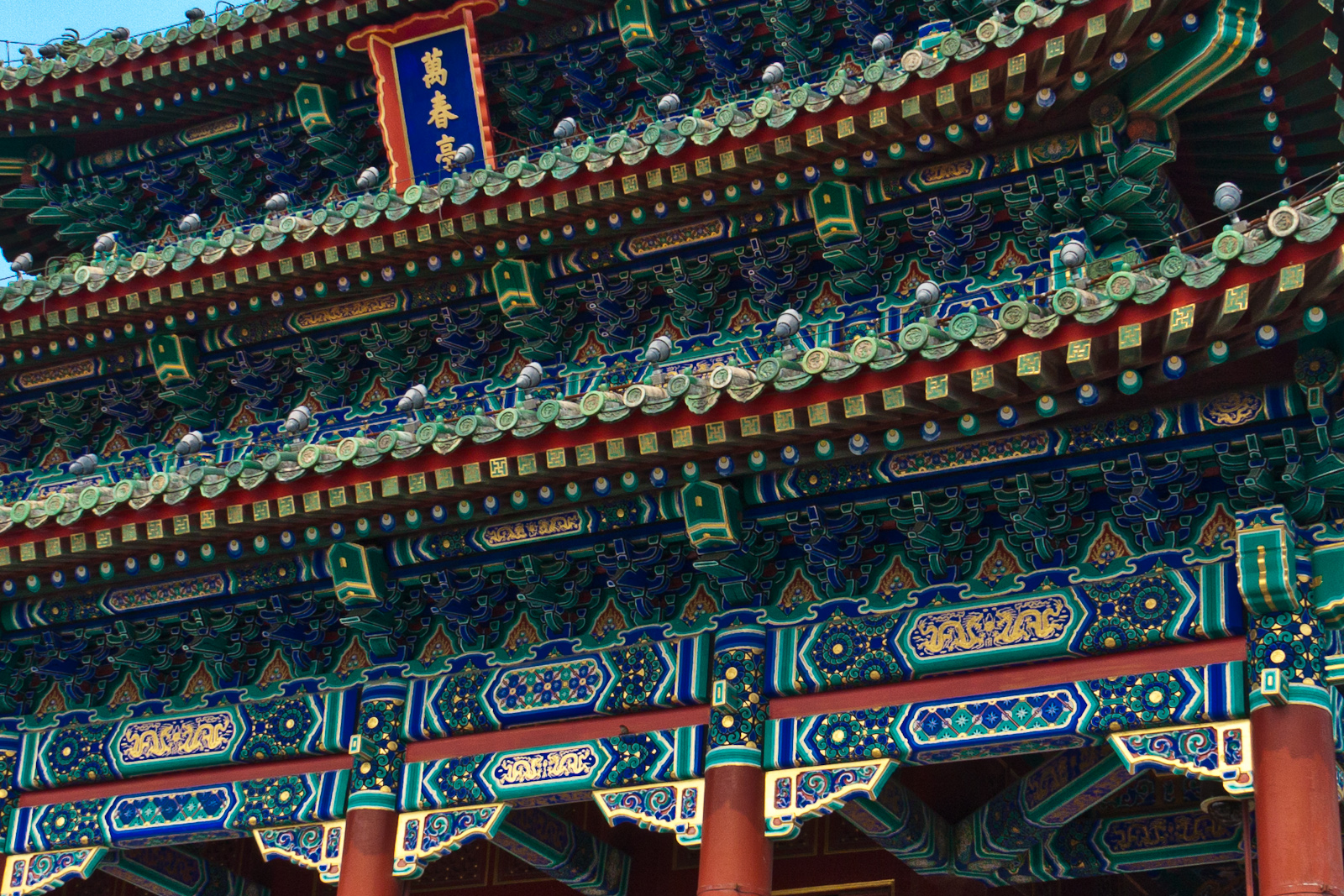
Pavilionul Wanchun
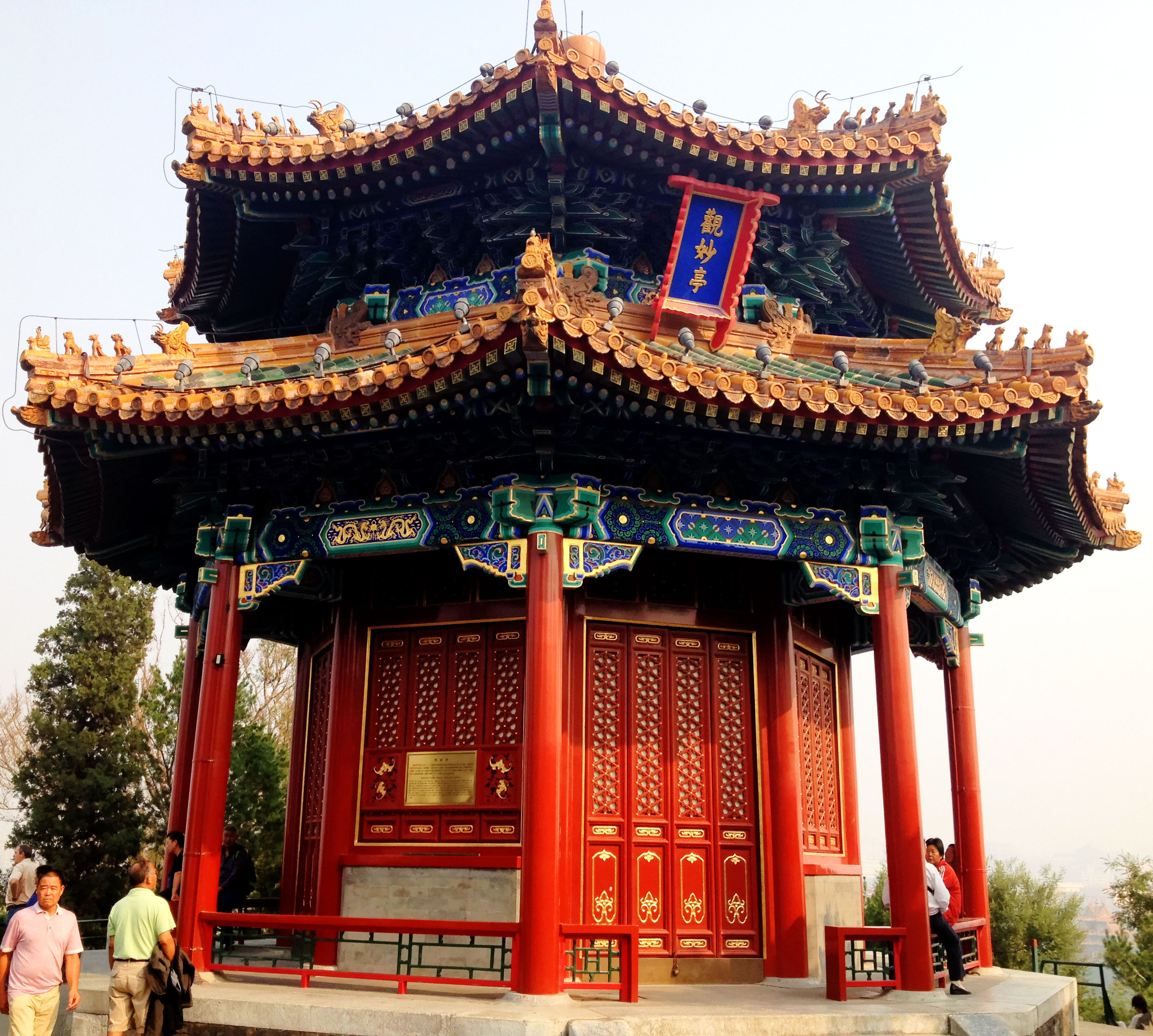
Pavilionul Guanmiao (观妙亭)
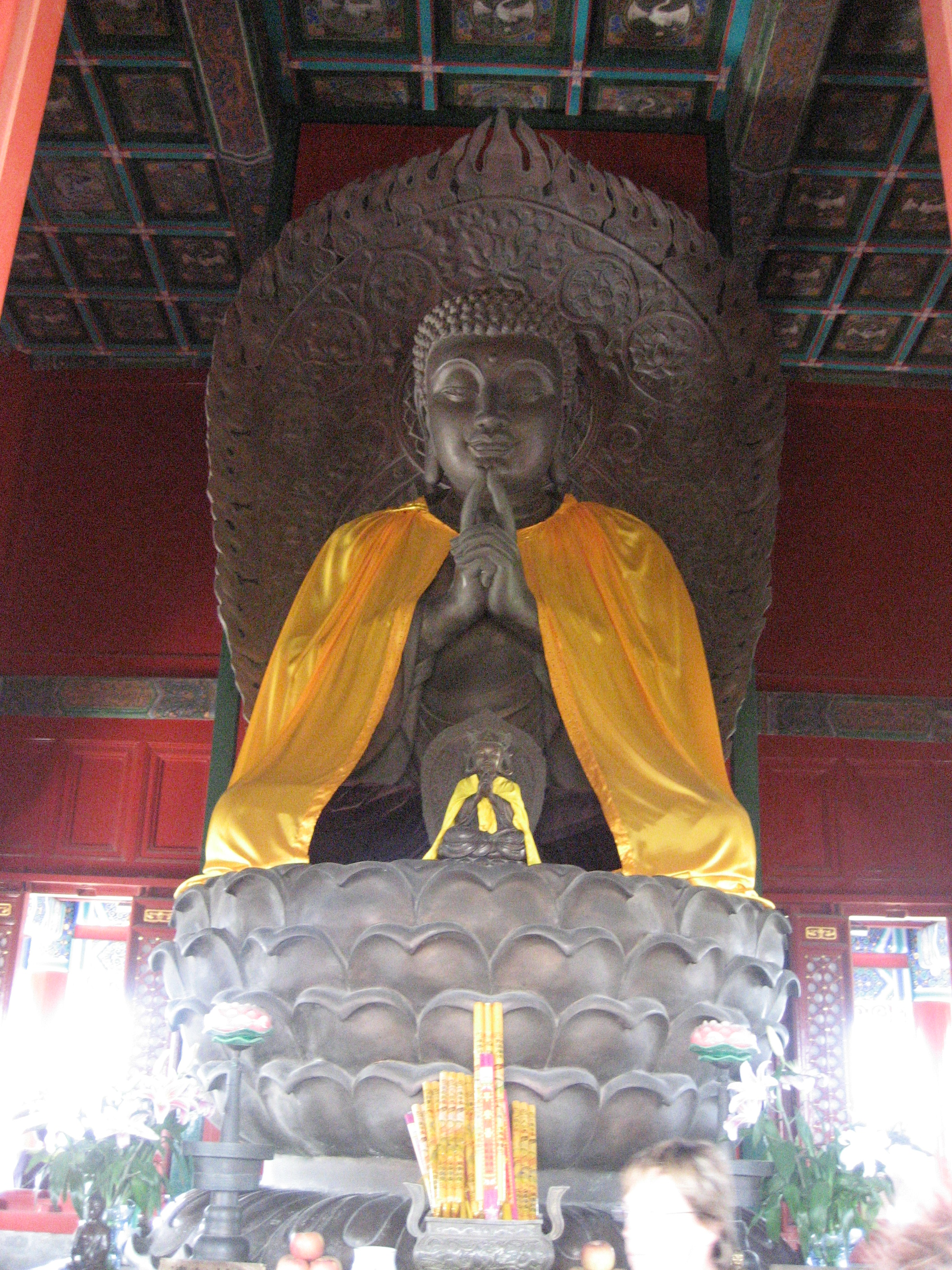
Statuia lui Buddha Vairocana în Pavilionul Wanchun
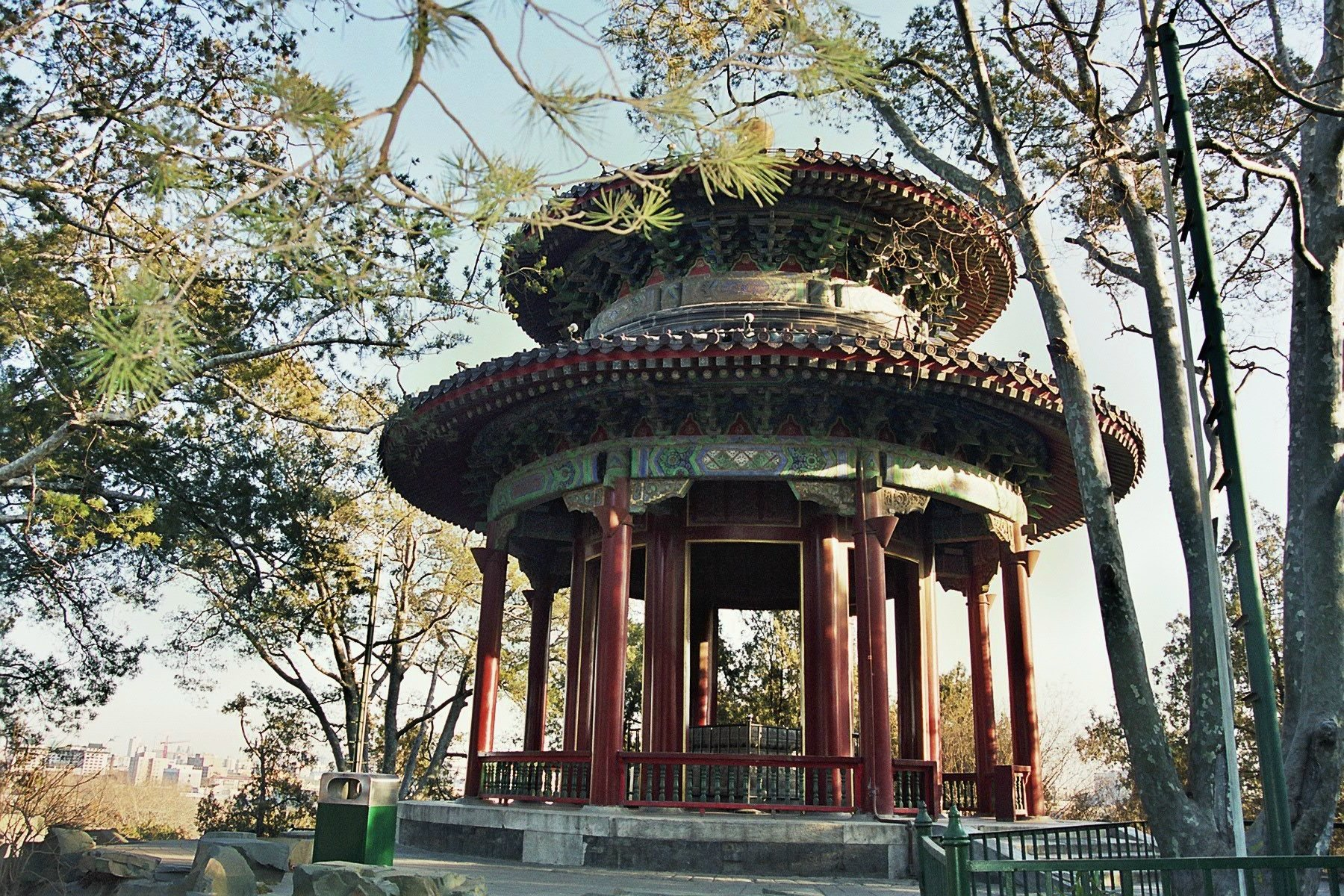
Pavilionul Zhoushan (周赏亭)
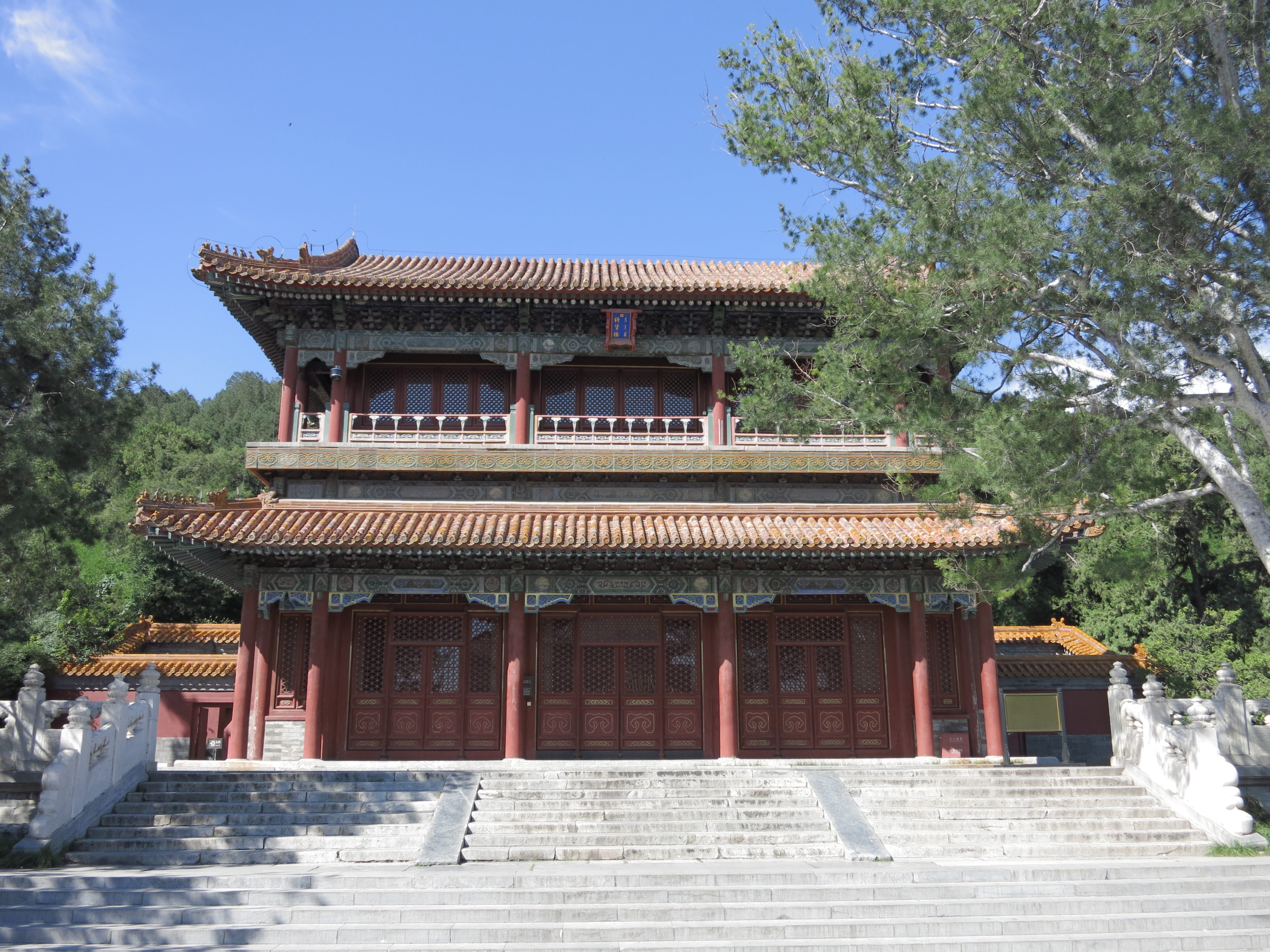
Clădirea Yiwang (倚望楼)
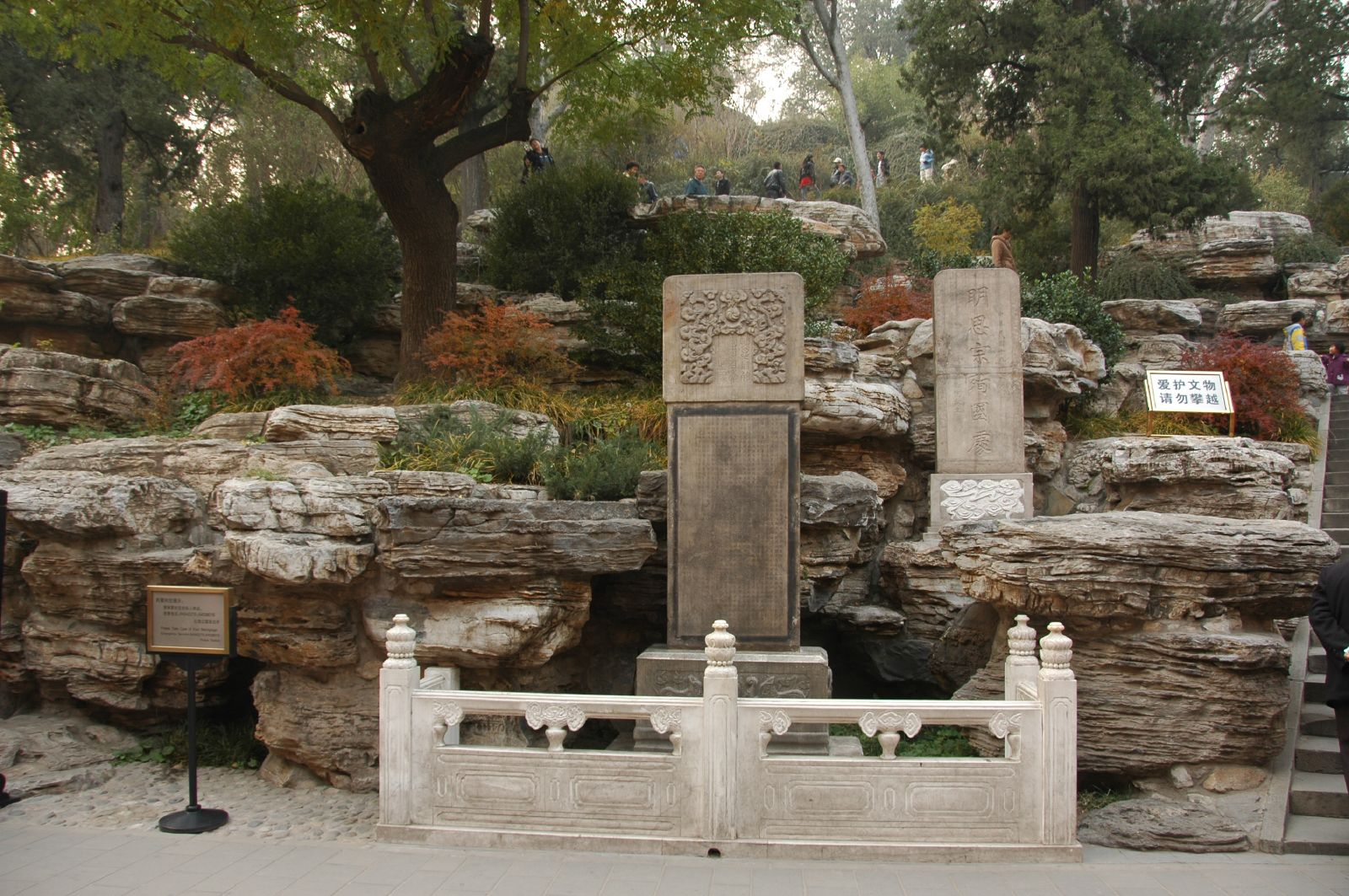
Locul unde s-a sinucis Împăratul Chongzhen al dinastiei Ming
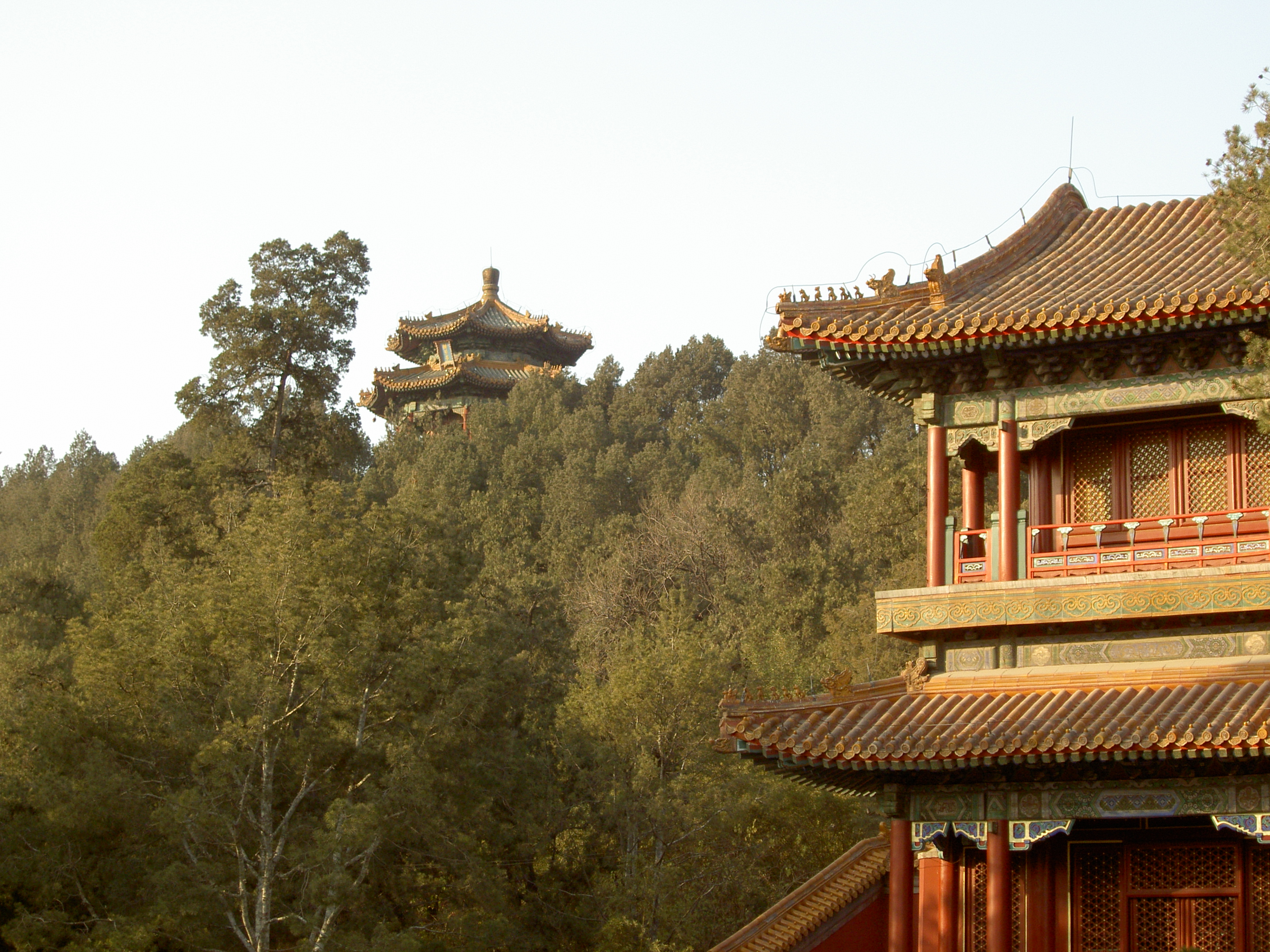
Vedere de pe deal, 2005
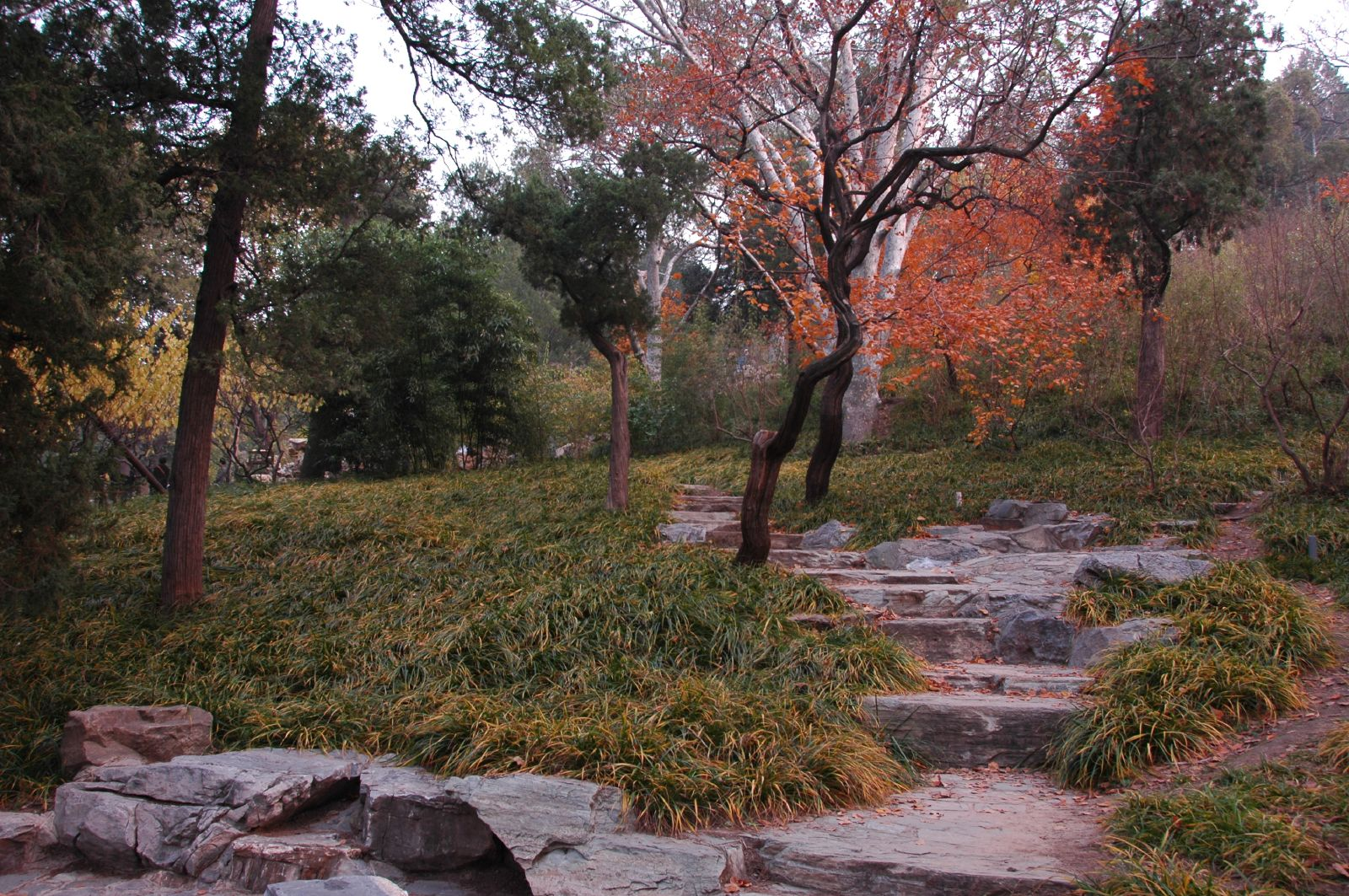
Jingshan toamna, 2007